# Karl Schenk
Pour les articles homonymes, voir Schenk.
Karl Schenk, né le 1er décembre 1823 à Berne (originaire de Signau) et mort le 18 juillet 1895 dans la même ville, est un homme politique suisse, membre du Parti radical-démocratique (PRD).

## Biographie
Karl Schenk est conseiller fédéral de 1864 à 1895. Il est élu le 12 décembre 1863 et réélu à dix reprises. Son mandat est à ce jour le plus long de l'histoire du Conseil fédéral (près de 31 ans et 7 mois). 
À l'exception des six années où il est président de la Confédération suisse (1865, 1871, 1874, 1878, 1885 et 1893) et dirige de ce fait le Département politique, il est à la tête du Département de l'Intérieur. Il fait un bref passage au Département des finances le premier semestre 1872 et dirige deux années le Département des chemins de fer et du commerce, de 1875 à 1877. 
Il meurt après avoir été renversé par un char alors qu'il se rendait au Palais fédéral[réf. incomplète].